# Prothoe guilelmi
Prothoe guilelmi är en fjärilsart som beskrevs av Hans Fruhstorfer 1913. Prothoe guilelmi ingår i släktet Prothoe och familjen praktfjärilar. Inga underarter finns listade i Catalogue of Life.